# Copestylum ambrosettii
Copestylum ambrosettii är en tvåvingeart som först beskrevs av Lynch Arribalzaga 1892.  Copestylum ambrosettii ingår i släktet Copestylum och familjen blomflugor. Inga underarter finns listade i Catalogue of Life.